# النبي موسى (أريحا)
النبي موسى (أريحا) هي قرية فلسطينية في محافظة أريحا، وهي من القرى المحتلة عام النكسة.
مسجد النبي موسى هو مسجد وموقع فلسطيني في محافظة أريحا بفلسطين، في الضفة الغربية، يعتقد أنه يضمّ قبر النبي موسى.
النبي موسى هو أيضًا اسم مهرجان ديني يستمر سبعة أيام يحتفل به المسلمون الفلسطينيون سنويًا، يبدأ يوم الجمعة الذي يسبق الجمعة العظيمة في التقويم الأرثوذكسي الذي تستخدمه الكنيسة الأرثوذكسية اليونانية في القدس. يعتبر في السياق السياسي لعام 1920 "أهم رحلة حج إسلامية في فلسطين"، تَرَكّزَ المهرجان على رحلة حجٍ جماعية من القدس إلى ما يُعتقد أنه قبر موسى، وهو مبنى عظيم ذو قبابٍ متعددةٍ يمثل ضريح موسى بالقرب من أريحا.
تُعرف بلدة النبي موسى الفلسطينية بأنها منطقة إدارية تبلغ مساحتها 113 كيلومتر مربع جنوب مدينة أريحا، بلغ عدد الأسر الفلسطينية فيها 66 أسرة عام 2007، وقد عُرّفوا عام 2012 على أنهم "بدو".

## الموقع
يقع مقام النبي موسى على مسافة 11 كـم (6.8 ميل) جنوب أريحا و20 كـم (12 ميل) شرق القدس في برية الخليل. تؤدّي إليه طريق فرعية على يمين شارع القدس أريحا الرئيسي على بعد 2 كـم (1.2 ميل) خلف العلامة التي تشير إلى مستوى سطح البحر.

## تقليد "قبر موسى"

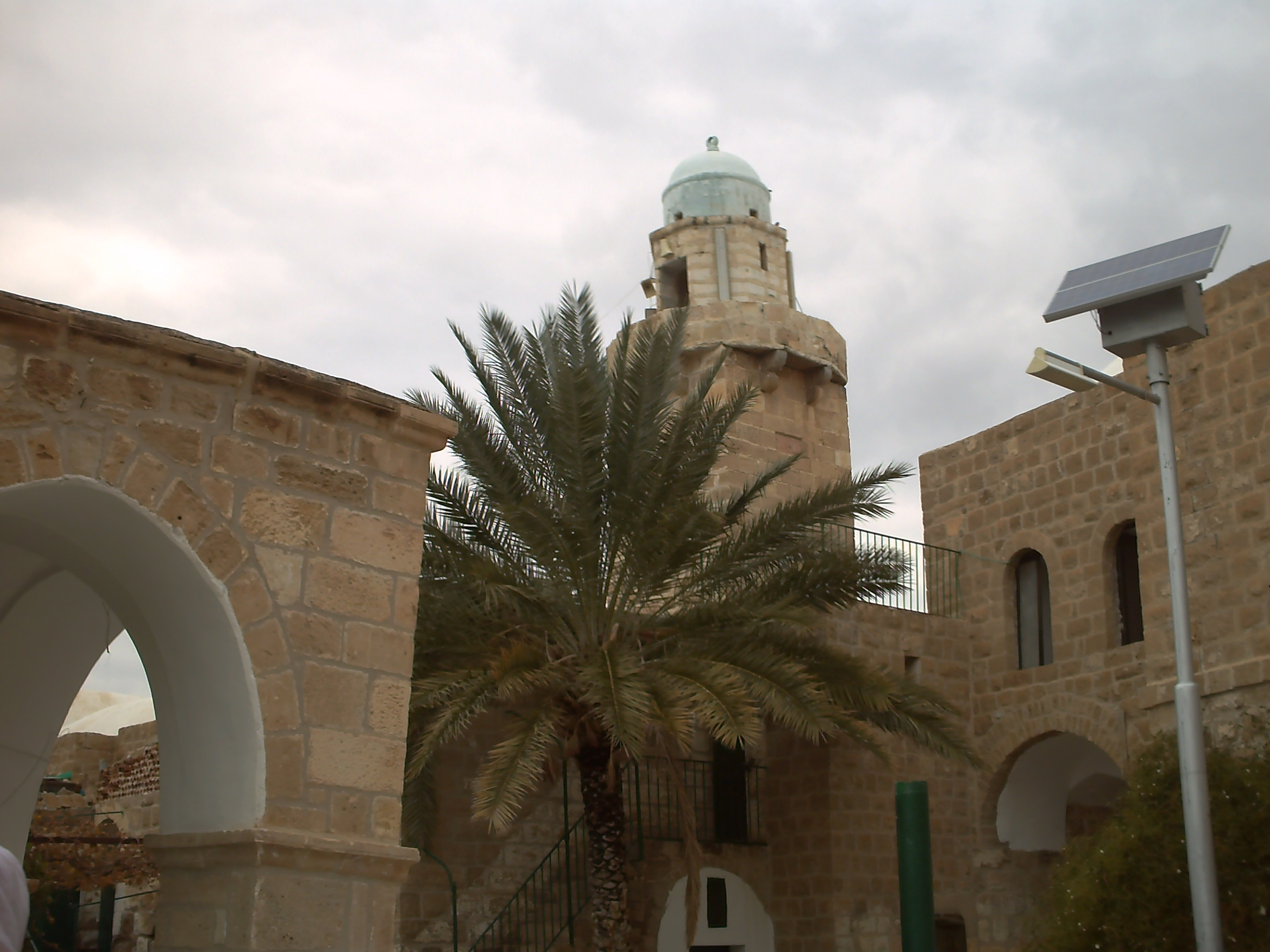
مقام النبي موسى

### موت ودفن موسى في الإسلام
يسجل سفر التثنية التوراتي أن موسى "وَدَفَنَهُ فِي الْجِوَاءِ فِي أَرْضِ مُوآبَ، مُقَابِلَ بَيْتِ فَغُورَ. وَلَمْ يَعْرِفْ إِنْسَانٌ قَبْرَهُ إِلَى هذَا الْيَوْمِ."(شرق نهر الأردن) وأن "مكان دفنه لا يعرفه أحد إلى هذا اليوم"(Deut 34:6. Deut 34:6).

لكن في الإسلام، في حديثٍ رواه أبو هريرة (603-681)، عندما اختار موسى وقت وفاته، يسأل الله أن
"أُرسِل ملَكُ الموتِ إلى موسى ليقبِضَ رُوحَه فلطَمه موسى ففقَأ عينَه قال: فرجَع إلى ربِّه فقال: يا ربِّ أرسَلْتَني إلى عبدٍ لا يُريدُ الموتَ؟ قال: ارجِعْ إليه فقُلْ: إنْ شِئْتَ فضَعْ يدَك على مَتْنِ ثورٍ فلك بكلِّ ما غطَّتْ يدُك بكلِّ شَعرةٍ سَنةٌ قال: فقال له: ثمَّ ماذا؟ قال: ثمَّ الموتُ قال: فالآنَ يا ربِّ قال: فسأَل اللهَ أنْ يُدنِيَه مِن الأرضِ المُقدَّسةِ رَمْيَةَ حَجَرٍ فقال رسولُ اللهِ صلَّى اللهُ عليه وسلَّم: لو كُنْتُ ثَمَّتَ لَأرَيْتُكم موضِعَ قبرِه إلى جانبِ الطُّورِ تحتَ الكثيبِ الأحمرِ».".
وأضاف أبو هريرة:
فقال رسول الله صلى الله عليه وسلم: «لو كُنْتُ ثَمَّتَ لَأرَيْتُكم موضِعَ قبرِه إلى جانبِ الطُّورِ تحتَ الكثيبِ الأحمرِ».

### التقاليد والنظريات العلمية
وفي الإسلام، يعتبر مكان دفن موسى غير معروف أيضًا. ومع ذلك، فإن التقاليد الإسلامية المحلية تبين أن "قبر موسى" موجود في مقام النبي موسى ("النبي موسى"). من غير المعروف متى ظهر هذا التقليد لأول مرة. كان طريق القدس - أريحا أحد الطرق الرئيسية التي يستخدمها عرب البحر الأبيض المتوسط لأداء فريضة الحج إلى مكة. يقع الموقع الذي يقف فيه الضريح منذ القرن الثالث عشر في ما كان سيمثل نهاية مسيرة اليوم الأول في هذا الاتجاه. في الأصل، كانت مجرد نقطة يمكن للحجاج أن يستريحوا منها، وينظروا عبر وادي الأردن، ويلقوا نظرة خاطفة على جبل نيبو حيث (كما يقترح الكتاب المقدس العبري) يوجد قبر موسى.
يبدو أنه بحلول الوقت الذي زار فيه السلطان المملوكي بيبرس الموقع عام 1269 أثناء عودته من حجه، "لا بد أنه كان هناك بعض الارتباط"، منذ أن شرع في بناء ضريح واسع النطاق. يرى مورفي أوكونور أنه تدريجيًا، خلط بين نقطة مراقبة قبر موسى البعيد وراء نهر الأردن وقبر موسى نفسه، مما وضع الأساس للأهمية الدينية التي اكتسبها النبي موسى في تبجيل القديسين السنيين (الولاة). بالنسبة الى أوري م. كوبفرشميدت، يبدو أنها أصبحت نقطة ثابتة في التقويم الإسلامي المحلي منذ زمن صلاح الدين الأيوبي. على أية حال، تقول التقاليد أن المكان الذي يوجد فيه الضريح الآن قد ظهر لصلاح الدين في المنام، مما دفعه إلى بناء مسجد في الموقع، والذي قام بيبرس بتوسيعه فيما بعد.
يعترف الجغرافي العربي مجير الدين من القدس، الذي كتب في تسعينيات القرن الخامس عشر، أن فرصة التقليد ضعيفة فقط للأصالة، لكن النبي موسى لا يزال هو الأكثر شعبية بين العديد من المواقع التي لديها ادعاءات مماثلة.
كما تؤمن الطائفتان الطيبية والداودية الإسماعيلية البهرة بهذا التقليد.[بحاجة لمصدر]

## تاريخ المهرجان
على الرغم من كونه مهرجانًا إسلاميًا دينيًا، إلا أن تاريخه يحدده وفقًا للتقويم الأرثوذكسي اليوناني: الحدث الرئيسي، الذي يستغرق أسبوعًا واحدًا، يبدأ دائمًا يوم الجمعة الذي يسبق الجمعة العظيمة. ابتداءً من منتصف القرن التاسع عشر، تجمع المشاركون في القدس في الأسبوع السابق لذلك، وأقيمت الصلوات في المدينة. ثم تلا ذلك الاحتفالات التي استمرت أسبوعًا في المزار، وبعد ذلك عاد الحجاج إلى القدس في يوم احتفال المسيحيين الأرثوذكس بخميس الأسرار. وفي اليوم التالي، يوم الجمعة، الذي تزامن مع الجمعة العظيمة الأرثوذكسية، توجهت حشود المسلمين في موكب إلى المسجد الأقصى وقبة الصخرة. في تلك الجمعة والسبت التالي (عشية عيد الفصح الأرثوذكسي)، غادر المشاركون القدس بالأعلام والموسيقى.

## تاريخ

### البدايات الأيوبية
ويقول التقليد الفلسطيني الشعبي أن المهرجان افتتح في الوقت الذي أعقب استعادة صلاح الدين الأيوبي للقدس من الصليبيين عام 1187. الرأي السائد بين المؤرخين هو أن الضريح بنىه بيبرس بعد حوالي ثمانية عقود، وأن أسطورة صلاح الدين هي رد فعل في القرن التاسع عشر على التعدي الغربي. لكن هذا لا يمنع بعض العلماء من العثور على ميزة في رواية صلاح الدين. وفي العصر الحديث، ارتبط العيد شعبيا بصلاح الدين كرمز للنضال المنتصر ضد الغرب، الذي جسده الصليبيون. يُزعم أن صلاح الدين، بعد هزيمة الأوروبيين، أراد التأكد من أن الحروب الصليبية المستقبلية لن تستغل رحلة الحج السنوية الكبيرة لعيد الفصح إلى القدس من أجل انتزاع المدينة المقدسة من المسلمين مرة أخرى. ولتحقيق هذه الغاية، سيضمن المشاركون في موسم النبي موسى حماية المدينة. ولكن هذا لم يوثقه.

### العصر المملوكي
وفي عام 1269، بنى السلطان المملوكي بيبرس البندقداري مقامًا صغيرًا هناك، كجزء من سياسة عامة اعتمدها بعد احتلال المدن والمناطق الريفية من لبنان حتى الخليل من الصليبيين. كانت الأضرحة مخصصة في معظمها لأنبياء الكتاب المقدس وأصحاب محمد، ومولت صيانتها من خلال الوقف، هو هبة من الممتلكات التي كانت في السابق مملوكة للكنيسة اللاتينية. وفي حالة النبي موسى، تأمين صندوق الوقف من الأصول الكنسية التي تمت مصادرتها في أريحا القريبة.
ولا يزال من الممكن رؤية نقش بناء بيبرس، هو يشير إلى سنة بناء المقام، 668 هـ (1269-70م)، وحقيقة أنه "أمر ببناء هذا المكان المقدس الشريف فوق قبر موسى"بينما وكان في طريقه من مكة حيث أدى حجه باتجاه القدس. على الرغم من أن سكرتير السلطان لم يذكر البناء، إلا أن أحد كاتبي سيرته، عز الدين بن شداد، فعل ذلك، ولو بتفاصيل قليلة. النقش مليء بالثناء على براعة بيبرس العسكرية، وبخلاف اللوحات المماثلة الأخرى في عصره، فهو مكتوب بخط واضح وسهل ووضعه في مستوى منخفض بما يفيك ليقرأه الزائر، مما يتيح للجميع معرفة قوة بيبرس وتقواه.
شكلت تقوى بيبرس البندقداري البناءة سابقة للآخرين. في أواخر العصور الوسطى، انشأ نزل للمسافرين بجوار الضريح، وانتهت من مستشفى الحالات النهائية بشكلها الحالي في العقد ما بين عامي 1470 و1480.[بحاجة لمصدر]

### الفترة العتمانية
خلال الحكم العثماني، كان الحجاج المسلمون العائدون من الحج في مكة يزورون النبي موسى في طريقهم إلى سوريا. كان الحجاج الذين يزورون الضريح قد غادروا الجزء الرئيسي من القافلة شرق نهر الأردن لزيارة القدس وتوقفوا في النبي موسى في طريقهم إلى المدينة. وكان موقع النبي موسى بمثابة محطة توقف لهؤلاء الحجاج. وقام موظفوها الدائمون بتزويد الحجاج بالطعام والإمدادات، فضلاً عن الخدمات الدينية والمعلومات حول شروط السلامة على الطريق إلى القدس، والتي كانت في كثير من الأحيان عرضة للغارات أو السرقات من قبل البدو الموجودين في المنطقة. في منتصف القرن السادس عشر، كلف محمد جلبي النقاش، المسؤول العثماني المكلف بترميم أسوار القدس، بإعادة تأهيل مجمع النبي موسى.
حوالي عام 1820، اضطرت السلطات العتمانية إلى إعادة بناء مجمع الضريح بالكامل تقريبًا، والذي كان قد وقع، على مدى القرون السابقة، في حالة خطيرة من الترميم والتداعي. بالإضافة إلى ذلك، قاموا بالترويج لرحلة حج احتفالية إلى الضريح والتي تتزامن دائمًا مع احتفال المسيحيين الأرثوذكس بعيد الفصح، مما يخلق توازنًا موازنًا للنشاط الاحتفالي المسيحي في المدينة. إن "اختراع التقليد"هذا، كما يطلق على هذه التركيبات الخيالية،  جعل من أبهة الحج في النبي موسى رمزًا قويًا للهوية السياسية والدينية بين المسلمين منذ بداية العصر الحديث.
خلال القرن التاسع عشر، كان آلاف المسلمين يتجمعون في القدس، ويسافرون إلى النبي موسى، ويقضون ثلاثة أيام في الولائم والصلاة والألعاب والزيارات إلى قبر راعي موسى القريب، حسن الراعي. ثم استضيفوا كضيوف على الوقف، قبل أن يعودوا في اليوم السابع منتصرين إلى القدس.

وصف جيمس فين، القنصل اليريطاني في القدس (1846-1863)، "حج النبي موسى"كما يلي:
أسيس رحلات حج النبي موسى إلى قبر النبي موسى الشهير، بالقرب من البحر الميت (في الغرب) لتتزامن مع رحلات الحج المسيحية إلى كنيسة القيامة، ولا شك أن تدفق المسلمين المتدينين كان يهدف إلى موازنة تأثير آلاف عديدة من المسيحيين الأقوياء الموجودين في القدس. ويأتي المسلمون من كل أنحاء العالم المحمدي من الهند وتارتاري وحتى حدود الصين، ومن جميع بلدان آسيا الوسطى، وكذلك من مصر والنوبة والمغرب والسواحل الشرقية لإفريقية، وكذلك من شبه الجزيرة العربية والمقاطعات التركية في أوروبا وآسيا.هؤلاء الحجاج - في معظمهم متعصبون للغاية، وفي حالة عالية من الإثارة الدينية هم مجموعة هائلة وخطيرة من الرجال. وأثناء استمرار الحرب الروسية، وصل هؤلاء الحجاج المسلمون إلى مستوى إضافي من الحماس والتظاهر المتفاخر. كان هناك دائمًا خطر، في الشوارع والأسواق المزدحمة، التي كانوا يقتحمون مواكبهم من خلالها، قد يصطدمون ببعض الحجاج المتحمسين على الجانب المسيحي. في هذه الحالة، يمكن أن يتحول القتال العابر، في غمضة عين، إلى قتال مباشر، ولا يمكن أن ينتهي القتال إلا بمذبحة. كنا نتنفس دائمًا بحرية أكبر عندما تنتهي رحلات الحج الإسلامية، وعندما تنتهي أصوات الطبول والصراخ الصاخبة، ويعود الهدوء المعتاد إلى القدس.

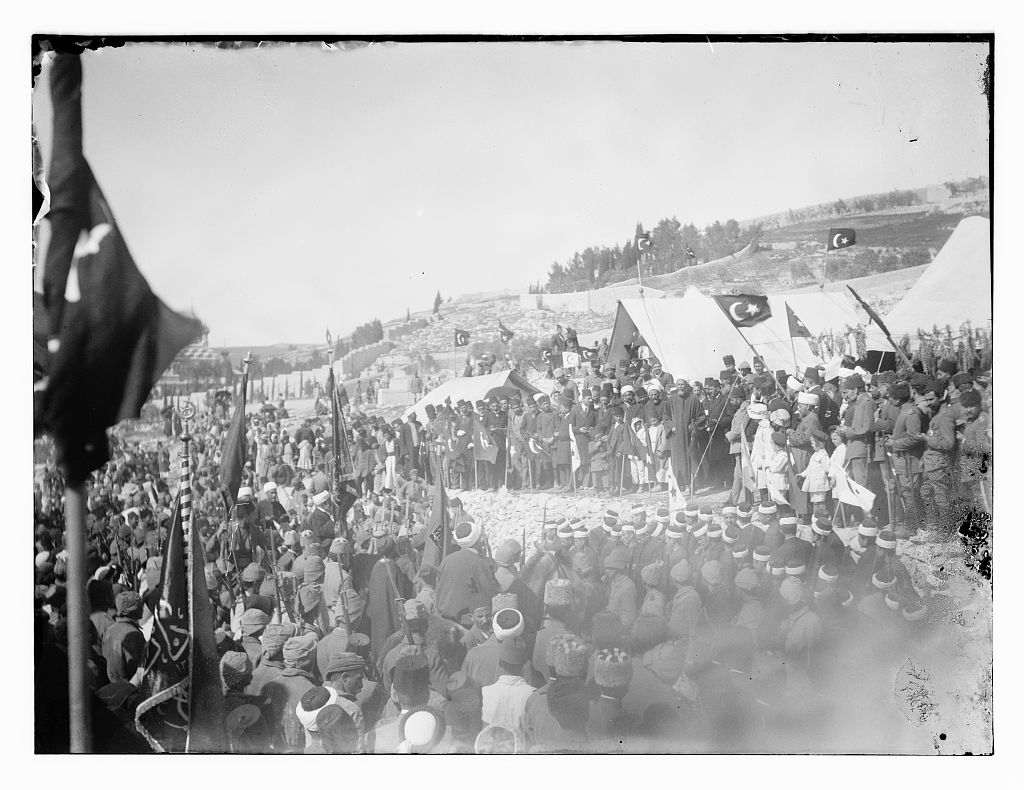
الأعلام العتمانية ترفرف فوق موكب النبي موسى للمرة الأخيرة عام 1917

كجزء من فترة التحديث والإصلاح العثماني في منتصف القرن التاسع عشر، كلف المجلس المحلي المنشأ حديثًا للقدس بتنظيم احتفالات النبي موسى. وقد غيّر أعضاؤها، الذين ينتمون جميعًا إلى عائلات المدينة الثرية وذات النفوذ، التركيز الرئيسي من الضريح الصحراوي إلى القدس. اتخذ المهرجان شكله التقليدي منذ بداية العصر العثماني في القرن السادس عشر، ولكن تمت إعادة هيكلته الآن، حيث تركز الأحداث الرئيسية على الحرم الشريف (الموقع الإسلامي المقدس على جبل الهيكل)، مع المنطقة ويلعب مفتي القدس بالفعل دورًا متميزًا لن يتزايد إلا لاحقًا.

في أواخر القرن التاسع عشر، عيّن العثمانيون عائلة الحسيني كأوصياء رسميين على الضريح ومضيفي المهرجان، على الرغم من أن ارتباطهم بالعبادة قد يعود إلى القرن السابق. وبحسب يهوشوع بن أرييه، فإن والي القدس رؤوف باشا (1876-1888)، كان أول من حاول استغلال العيد لتحريض المسلمين ضد المسيحيين. يقدم إيلان بابي وجهة نظر مختلفة:
"ومع ذلك، فمن المرجح أن الحاكم وحكومته كانا متخوفين إلى حد ما من مثل هذه الانتفاضة المناهضة للمسيحية لأنها قد تثير عدم الاستقرار والفوضى في وقت كانت فيه الحكومة المركزية تحاول تهدئة الإمبراطورية."وكان هذا بالفعل انطباع المهندس (المعار إلى صندوق استكشاف فلسطين) كلود كوندر. وفي ذلك الوقت، باركت الصحيفة العبرية "هاهافازيليت" الحكومة العتمانية لفرضها القانون والنظام في قضية النبي موسى. تشهد قصص رحلات فرانسيس نيوتن أيضًا على التنفيذ السلمي للاحتفالات. في الواقع، لا بد أن الحكومة التركية تصرفت هنا ضد المشاعر الشعبية، التي شاركها الحسينيون باعتبارهم أسياد الحفل الذي احتفل به في النبي موسى في ظروف غير مواتية للمسلمين. لقد كانت القبضة الحديدية التي فرضها الأتراك هي التي منعت الوضع من التدهور إلى أعمال شغب شاملة.
انطلق الموكب من القدس تحت راية النبي موسى المميزة التي احتفظ بها الحسينيون لهذه المناسبة السنوية في الدار الكبيرة (البيت الكبير). عند وصولهم إلى الضريح، طُلب من الحسينيين وعائلة أخرى من وجهاء القدس (أعيان)، عشيرة يونس، تقديم وجبتين يوميًا على مدار الأسبوع لجميع المصلين. بمجرد أخذ نذورهم، أو تجديد النذور التي قطعوها سابقًا، تقدموا إلى المهرجان. كانت العائلة الكهنوتية التي تدير الأحداث تقدم حوالي اثني عشر خروفًا، مع الأرز والخبز والزبدة العربية، لتناول وجبة جماعية كل يوم. كان من المعتاد إحضار الأولاد الصغار الذين تتراوح أعمارهم بين خمس أو ست سنوات أو أكبر إلى موقعي الحج السنوي الفلسطينيين الرئيسيين النبي موسى ونبي روبين، حيث يختانوا. ويذبح الغنم أمام باب المقام ويذبح دم الضحية وتلطخ على العتبة.
سجل صموئيل كيرتس في أوائل القرن العشرين أن ما يقدر بنحو 15000 شخص من جميع أنحاء البلاد حضروا مهرجان النبي موسى كل عام.

### الفترة اليريطانية

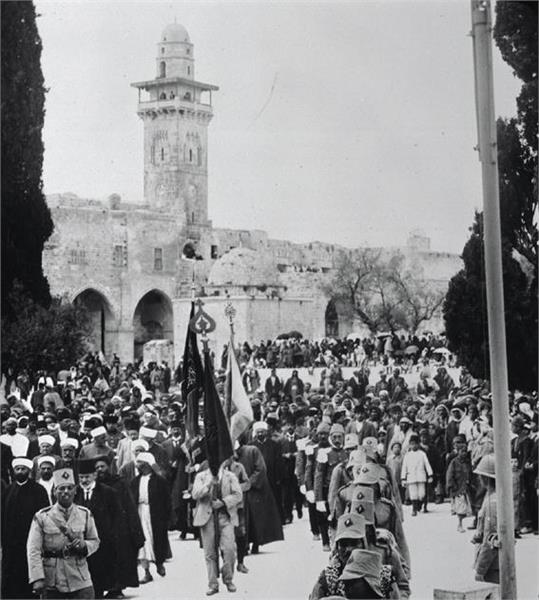
انطلاق رحلة حج النبي موسى من القدس عام 1936

لعدة سنوات بدءًا من عام 1919 فصاعدًا، كان الحجاج يقومون برحلة العودة من أريحا إلى القدس على أنغام الموسيقى العسكرية الإنجليزية.
بدأت أعمال شغب النبي موسى المناهضة لليهود واليريطانيين عام 1920 خلال رحلة حج النبي موسى في ذلك العام، حيث هاجم العرب اليهود في البلدة القديمة بالقدس وتسببوا في مقتل عدة أشخاص. وقد أشارت السلطات اليريطانية إلى الشاب الحاج أمين الحسيني، الذي ألقى خطابًا مناهضًا للصهيونية أمام الجماهير قبل اندلاع أعمال الشغب، باعتباره المحرض الرئيسي، مما ساعده على اكتساب شعبية بين العرب. وبعد تحليل الوضع، اتخذ اليريطانيون خطوات لتعيينه مفتي للقدس، على أمل أن يساعدهم في الحفاظ على النظام في المستقبل.
في عام 1921، بينما كان في طور توليه منصب المفتي العام، بدأ أمين الحسيني بإعادة تصميم المهرجان وفقًا لرؤيته للمصلحة الوطنية للعرب الفلسطينيين. وباعتباره ممثلاً للنخب المقدسية، اتبع نهجاً متوازناً، متجنباً المواجهة المباشرة مع السلطات اليريطانية، في حين قام بتحويل المهرجان من مهرجان ديني يركز على المنطقة الواقعة بين نابلس شمال القدس، والخليل جنوبها، إلى حدث قومي فلسطين كلها تحت الحكم اليريطاني. ومن خلال فصل فلسطين عن الإمبراطورية العتمانية وتوحيد العديد من المقاطعات المتميزة السابقة تحت هذا الاسم الجديد، والذي نظموا له تمثيلاً مدنياً لسكانها العرب وتمثيلاً دينياً للأغلبية المسلمة، أنشأ اليريطانيون القاعدة والمؤسسات للفلسطينيين. تطوير الهوية الوطنية الناشئة. وحتى المسيحيون الفلسطينيون جاءوا إلى القدس خلال المهرجان لدعم القضية القومية. أصبح الحاج أمين الحسيني، بصفته خادم حج النبي موسى ورئيس المجلس الإسلامي الأعلى، مهندس مفهوم جديد لمهرجان النبي موسى، والذي استخدمه بقوة كأداة لخططه الوطنية والسياسية.
لم يذكر تعداد فلسطين عام 1922 النبي موسى، لكن تعداد عام 1931 ذكر النبي موسى كموطن لثلاثة مسلمين، يعيشون جميعًا في منزل واحد. تشير إحصائيات قرية النبي موسى لعام 1938 إلى أن عدد سكان قرية النبي موسى كان 967 نسمة (692 غير يهودي و275 يهوديًا). تشير إحصائيات القرية لعام 1945 إلى أن عدد سكان قرية النبي موسى، إلى جانب لجنة البوتاس شمال فلسطين، يبلغ 2,650 نسمة (1,330 مسلمًا، 1,270 يهوديًا، 30 مسيحيًا، و20 آخرين).
في عام 1937، أثناء الثورة العربية في فلسطين، اضطر الحاج أمين الحسيني إلى الفرار من البلاد. ومع وجود المفتي في الخارج وقمع الجيش اليريطاني للثورة، تقلص حجم المهرجان وفقد البعد السياسي الذي اكتسبه في العقود السابقة.

### الفترة الأردنية
خلال الحرب العربية الإسرائيلية عام 1948، استولى الأردن على الضفة الغربية وضمها في نهاية المطاف في عام 1950. كانت السلطات الأردنية على دراية بإمكانية إثارة مهرجان النبي موسى للمشاعر القومية الفلسطينية وأعمال الشغب، وذلك مباشرة بعد اغتيال الملك عبد الله الأول عام 1951 على يد عربي فلسطيني مرتبط بعائلة الحسيني القوية، والتي كانت أيضًا وصية على الملك عبد الله الأول. النبي موسى، أوقفوا التجمع الجماهيري في القدس والموكب، وسمحوا فقط بإقامة الاحتفالات في الحرم الصحراوي.
وبعد حرب الأيام الستة عام 1967، احتلت إسرائيل الضفة الغربية. وفي عام 1987، سُمح بالحج من القدس إلى النبي موسى مرة أخرى، ولكن بعد اندلاع الانتفاضة الأولى في ديسمبر/كانون الأول، مُنع المهرجان مرة أخرى.
منذ عام 1995، خصص السيطرة على القبر نفسه للسلطة الوطنية الفلسطينية.
وبعد اتفاقات أوسلو (1993، 1995)، تولت السلطة الفلسطينية تنظيم الحج، ولكن دون أن تجري أي أحداث في القدس. وتجمع الاحتفالات بين الطابع القومي والسياسي، فضلا عن الطابع الديني والتقليدي.
أقيم المهرجان بين عامي 1997 و2000، ولكن بعد اندلاع الانتفاضة الثانية في سبتمبر 2000، حظرته السلطات الإسرائيلية مرة أخرى حتى جدد في عام 2007.

#### النشاط الاستيطاني الإسرائيلي
بعد عام 1967، قامت إسرائيل ببناء عدة مستوطنات يهودية بالقرب من النبي موسى، بالإضافة إلى المواقع السياحية، باستخدام الأراضي المملوكة للنبي موسى:
- 1977: 524 دونم لألموج[41]
- 1978: 968 دونم لمتسبيه يريحو[41]
- 1980: 618 دونم لفيريد يريحو[41]
- 1980: 506 دونم لبيت هعرفاه[41]
- 472 دونماً لشواطئ شمال البحر الميت السياحية ("أتراكتزيا")[41]
- 692 دونمًا لبرك شمال البحر الميت [41] (خزان أوج الآن لمعالجة مياه الصرف الصحي)[42]
- 1147 دونما للموقع السياحي "ليدو يهودا"[41]

بعد اتفاقيات 1995، صنفت 1.7% من أراضي النبي موسى على أنها منطقة أ، والنسبة المتبقية 98.3% على أنها منطقة ج.

## وصف

### قبر راعي موسى
يُعرف القبر الكبير الذي يقع على بعد كيلومترين جنوب المقام تقليديًا بأنه قبر راعي موسى حسن الراعي.

### صخور موسى
أنتجت قبائل النقب البدوية النفط من الصخور الصخرية البيتومينية الموجودة في المنطقة المحيطة بضريح موسى والتي أطلقوا عليها اسم "صخور موسى". لم يشارك البدو في الاعتقاد المحيط بقدسية الموقع فحسب، بل اعتقدوا أيضًا أن الله بارك هذا المكان الذي دفن فيه موسى بـ "صخور النار"وآبار المياه. وأشار توفيق كنعان في كتابه الأولياء والمقامات المحمدية (1927) إلى أن الصخور السوداء المحيطة بالضريح كانت تحترق عند وضعها في النار، وكانت تستخدم أيضًا كتمائم بعد تقطيعها إلى أشكال مربعة ومثلثة ونقشت عليها نصوص وقائية.

## الموكب: الأوصاف القديمة

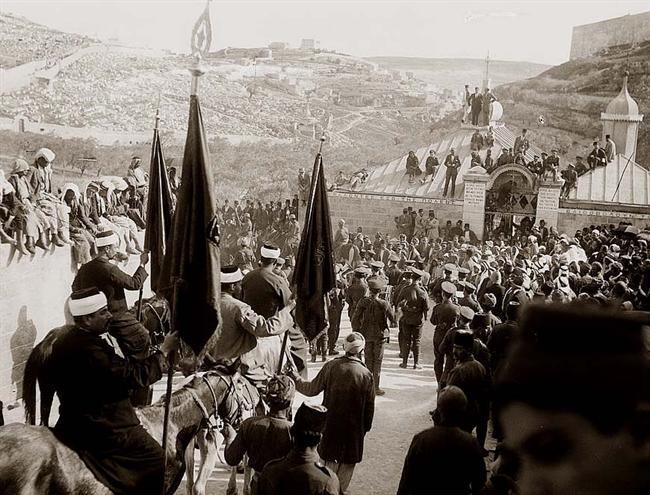
مقدمة لأعمال الشغب في النبي موسى عام 1920، مهرجان النبي موسى، القدس، 1920

الصحفي فيليب بيرسيفال جريفز، شقيق الشاعر وكاتب الأساطير روبرت جريفز، قدم وصفًا حيًا لعودة المصلين من الريف إلى القدس أثناء مرورهم عبر باب الخليل في كتاب نُشر عام 1923:
ومع دخولهم المدينة القديمة، بلغت حماسة الحشود ذروتها. كان الرجال ذوو التحديق الفارغ من الإثارة الشديدة يرقصون ذهابًا وإيابًا، حاسري الرأس، وشعرهم الطويل يتطاير بعنف أثناء دورانهم. أخيرًا جاءت راية الخليل الخضراء محاطة بحارس مكون من عشرة سيوف أسلاك. ساروا بفخر حاملين علمهم، حتى وصلوا إلى حيث ينحدر شارع داود الضيق إلى متاهة المدينة القديمة. للمرة الأخيرة، داروا شفراتهم اللامعة فوق رؤوسهم واختفوا في ظلال الشوارع.
في رسائل من القدس: خلال الانتداب على فلسطين (1922-1925)، تصف يونيس هوليداي الموكب إلى قبر موسى في رسالة إلى والدتها على النحو التالي:
"كان الموكب هو أغرب شيء رأيته في حياتي، وكان أمرًا غير منظم أكثر من أي وقت مضى، لا يمكنك تخيله، ولكن هذا هو الحال في البلاد. جاء الناس على دفعات، مجرد حشد يحمل راية حريرية من كل الألوان، ثم حشد يرقص والرقص العربي مزحة ثم حشد يغني ويلوح بالسيوف أو العصي، وتتخللها مجموعات من رجال الشرطة والجنود انظر لم يكن هناك قتال. وكان أجمل ما في اليوم هو رؤية الفلاحين (فلاحين من القرى) بملابسهم الجديدة. وكانت الألوان رائعة، معاطف مخملية باللون الوردي الزاهي أو الأرجواني أو الأزرق، وفساتين صفراء مع مطرزات باللونين الأحمر والأخضر وما إلى ذلك، وارتدت جميعها طرحة بيضاء. لقد كان منظرًا رائعًا"

## السكان الفلسطينيين
أحصى التعداد السكاني الذي أجرته سلطات الانتداب اليريطاني عام 1931 عدد سكان النبي موسى ثلاثة ذكور في منزل واحد.
سجل تعداد عام 2007 الذي أجراه الجهاز المركزي للإحصاء الفلسطيني (PCBS) عدد سكان يبلغ 309 نسمة في 65 وحدة سكنية، ارتفاعًا من 45 في عام 1997 ويشكلون "لجنة التنمية المحلية الفلسطينية".
في عام 2012، عرف النبي موسى على أنها "بلدة فلسطينية في محافظة أريحا "ليس لها سلطة محلية؛ حيث أن سكان البلدة هم من البدو الذين يتنقلون باستمرار من منطقة إلى أخرى".

## معرض صور

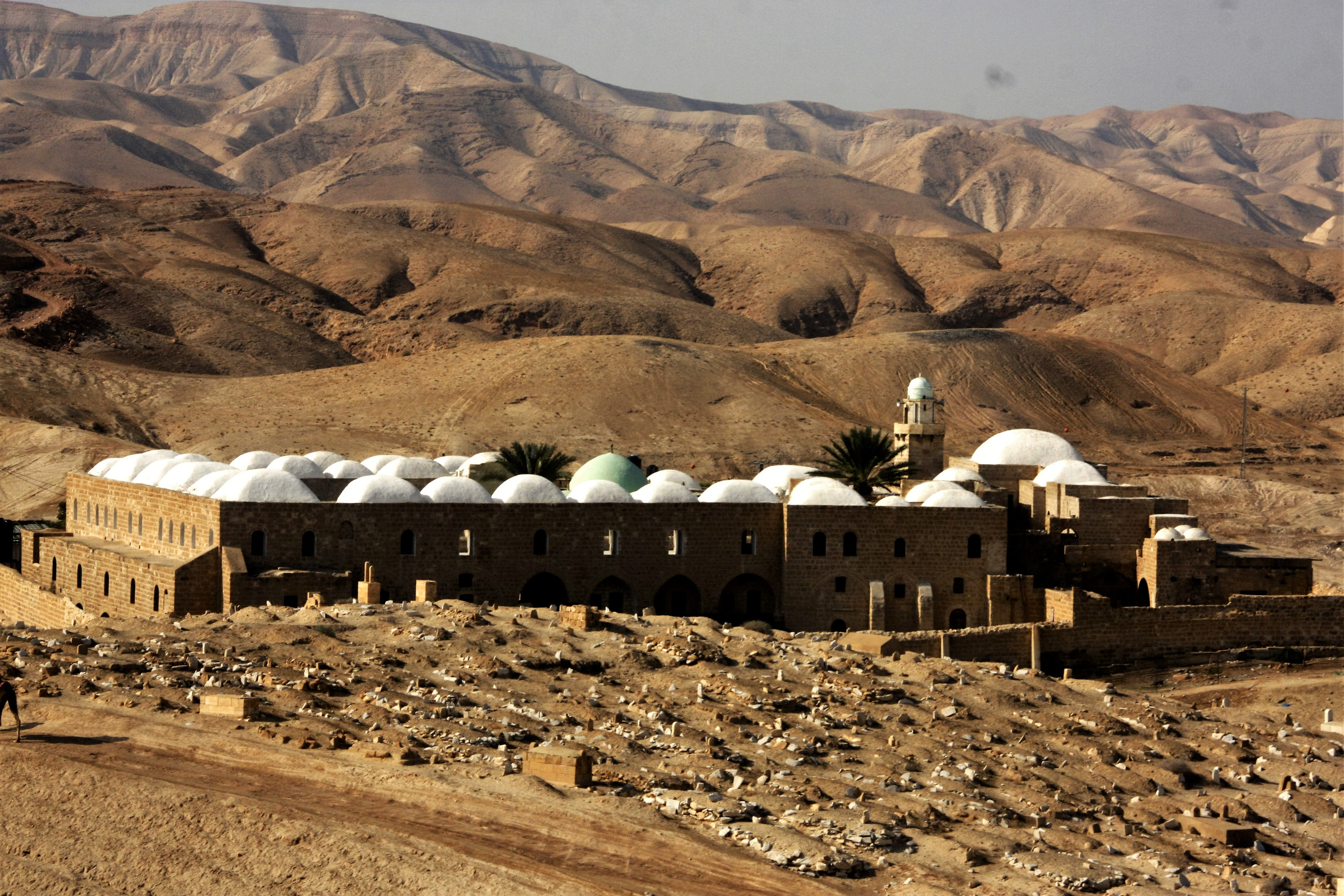

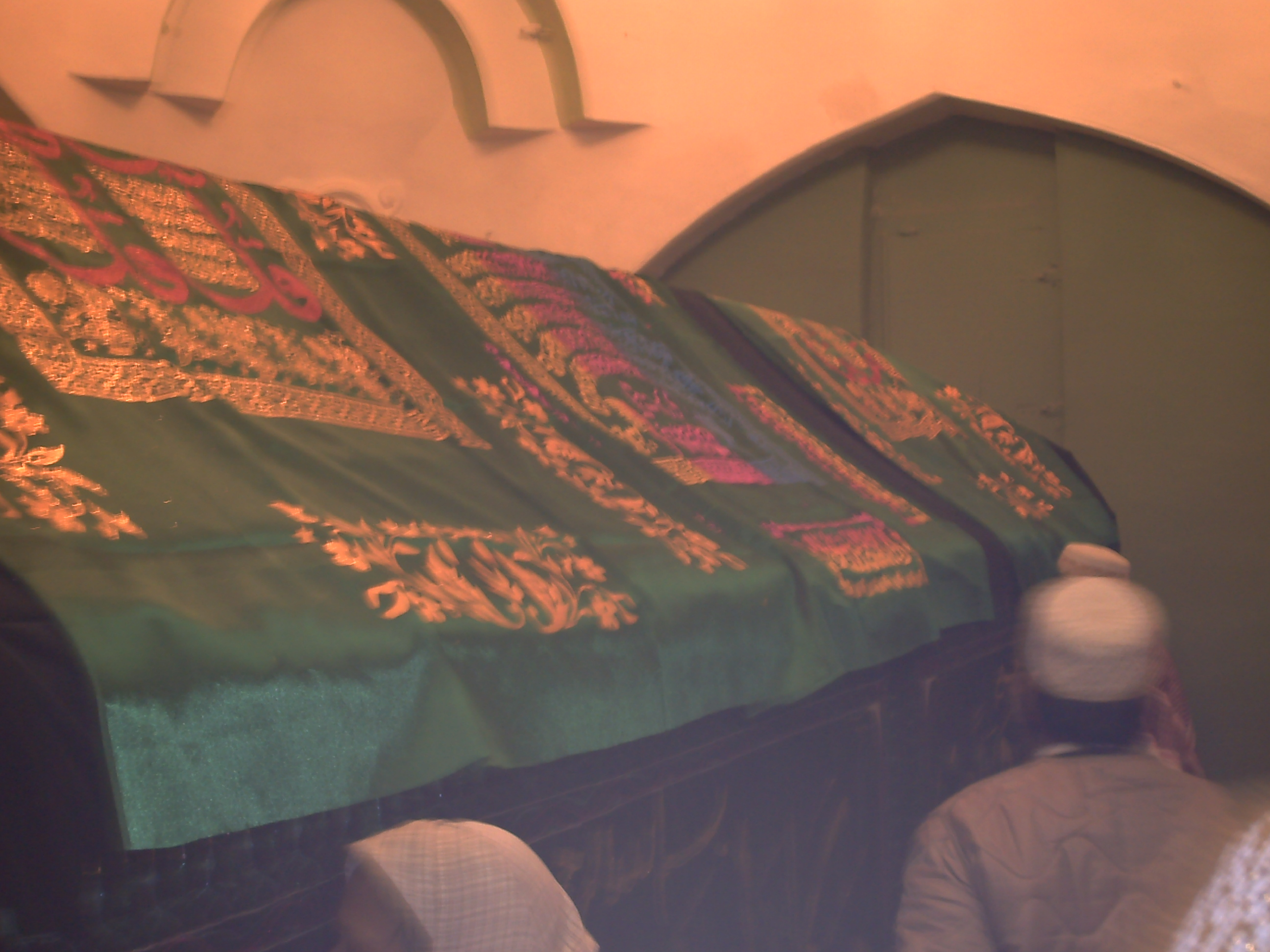
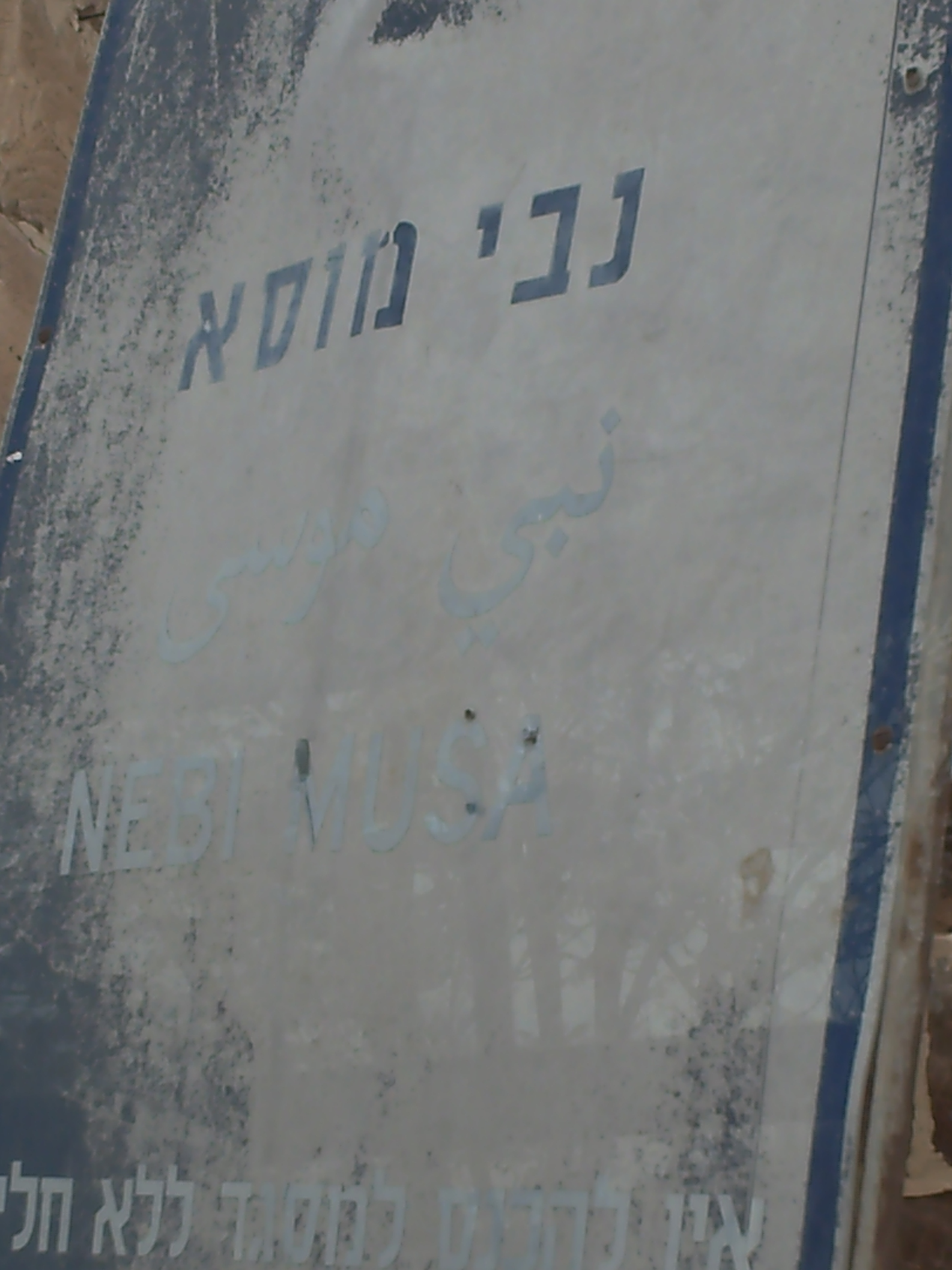
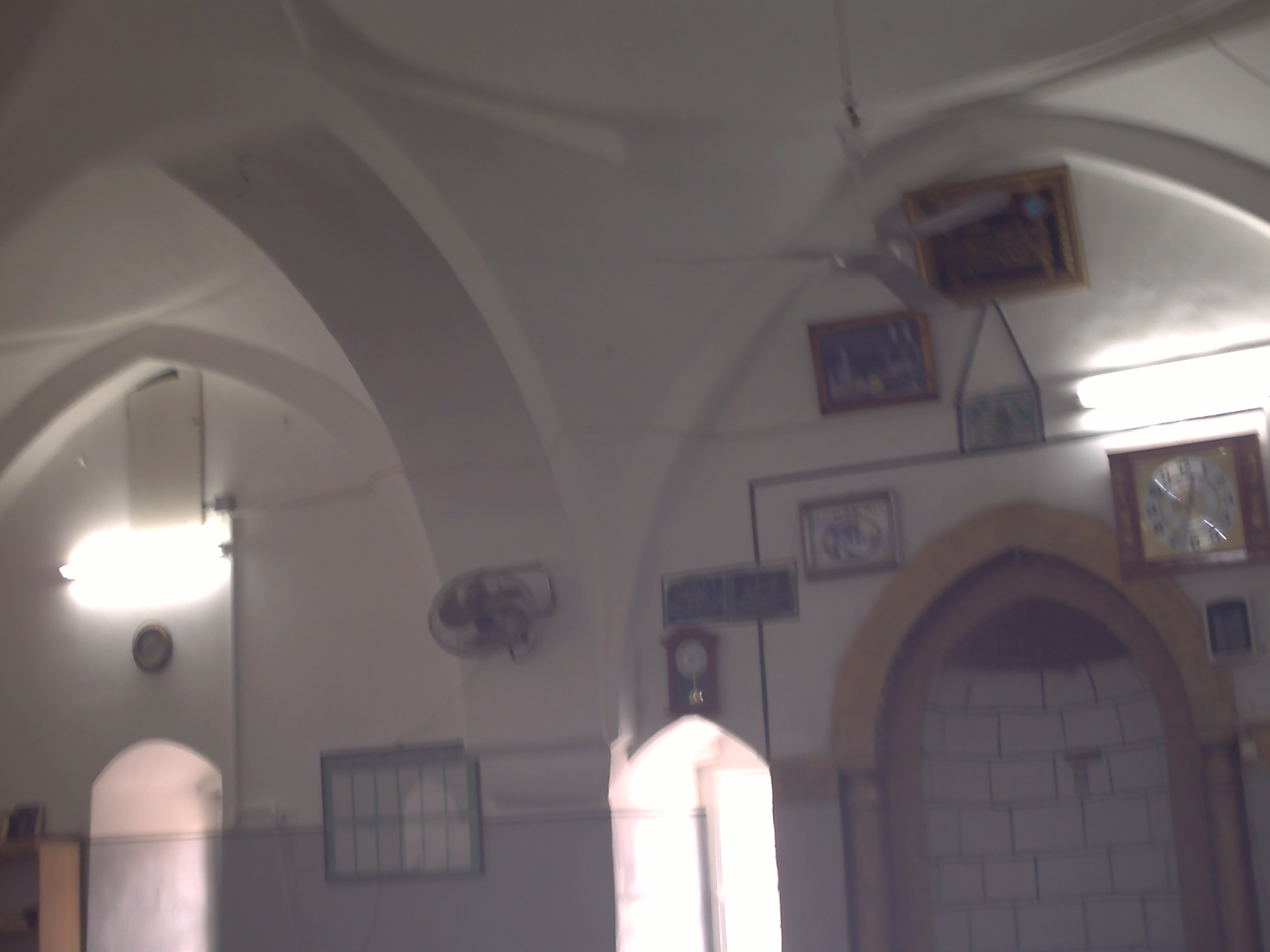
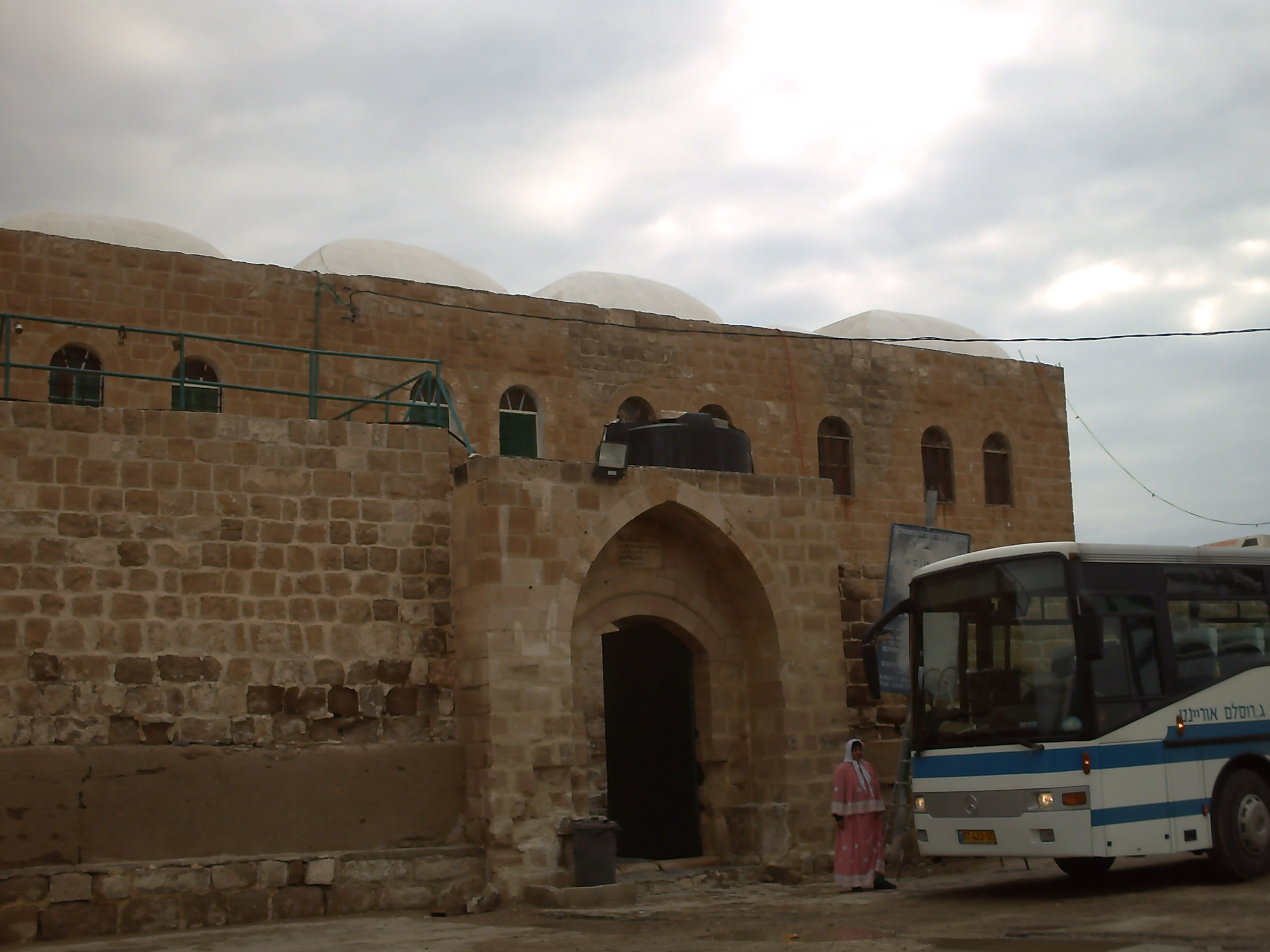
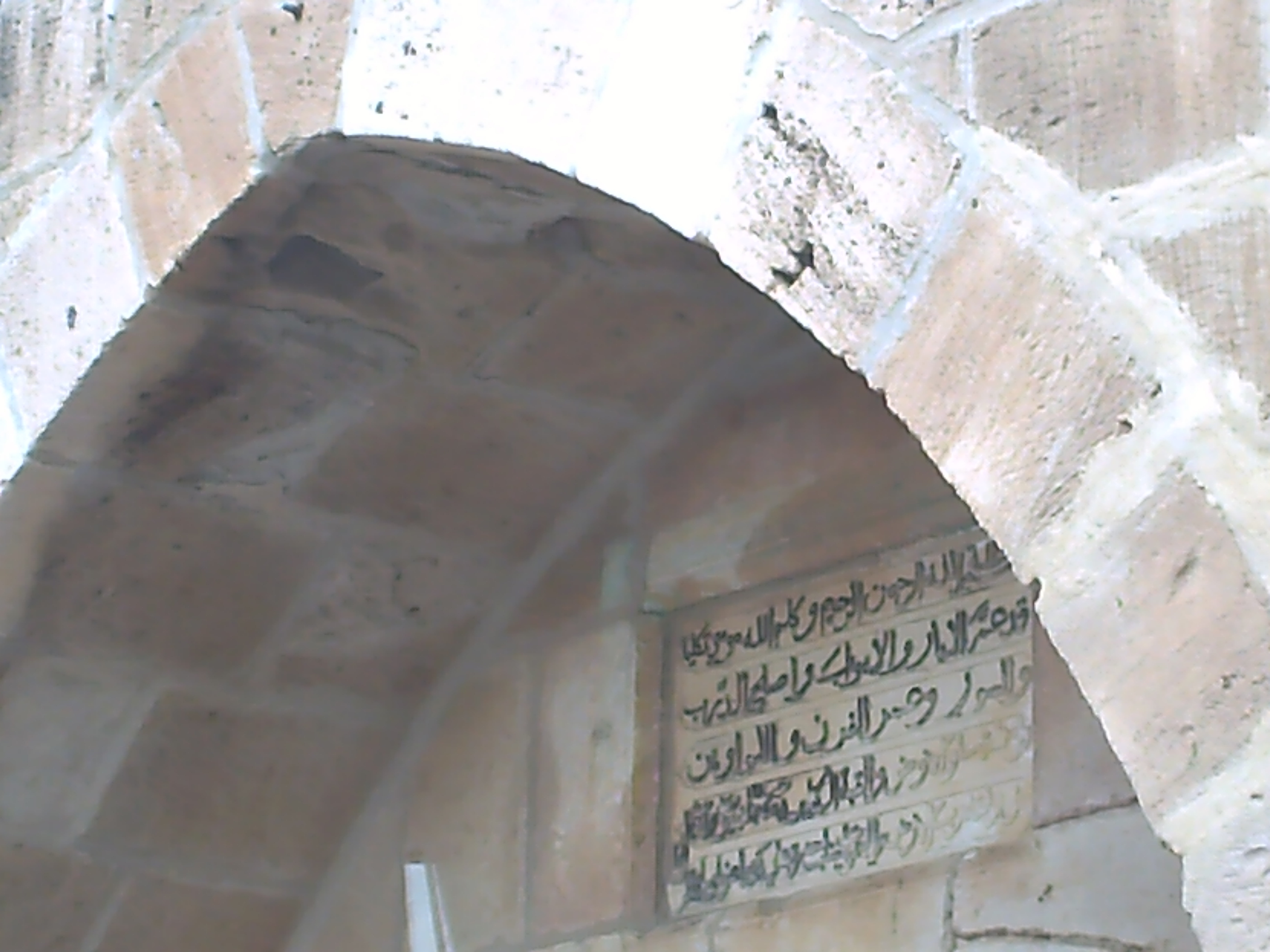